# Железнодорожные вокзалы Санкт-Петербурга
В Санкт-Петербурге имеется 5 действующих железнодорожных вокзалов. Они входят в Северо-Западную региональную дирекцию железнодорожных вокзалов ОАО «РЖД».

## Пассажиропоток
Ниже представлен список петербургских вокзалов по ежемесячному пассажиропотоку. Данные за 2017 год. Сортировка по общему пассажиропотоку (сумма пассажиропотоков пригородного сообщения и дальнего следования).
| Вокзал      | Пассажиропоток пригородного сообщения | Пассажиропоток дальнего следования | Пассажиропоток всего |
| Московский  | 675 341                               | 1 239 284                          | 1 914 625            |
| Финляндский | 938 809                               | 25 001                             | 963 810              |
| Балтийский  | 860 563                               | 47                                 | 860 610              |
| Витебский   | 624 332                               | 110 539                            | 734 871              |
| Ладожский   | 103 434                               | 330 076                            | 433 510              |
| ИТОГО       | 3 202 479                             | 1 704 947                          | 4 907 426            |

## Балтийский вокзал

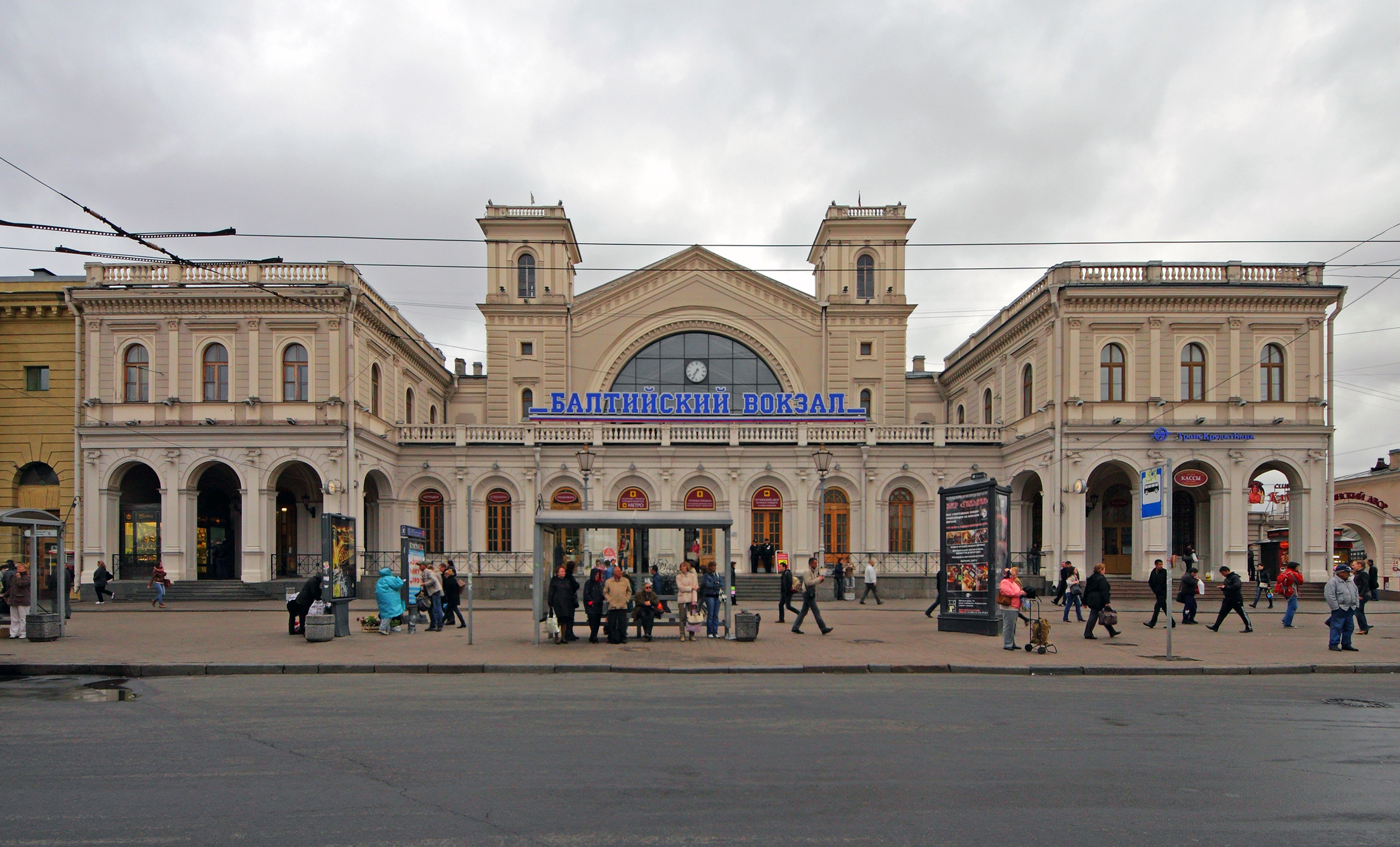
Балтийский вокзал

Железнодорожная станция Санкт-Петербург-Балтийский. Вокзал входит в Северо-Западную региональную Дирекции железнодорожных вокзалов.
Расположен на площади Балтийского вокзала и набережной Обводного канала.
Обслуживает только пригородные направления, среди которых: Сосновоборское, Ивангородское, Гдовское и Лужское. Зимой 2009-10 годов по техническим причинам принимал поезда с Витебского вокзала. С декабря 2014 года по февраль 2015 года с вокзала отправлялся поезд Санкт-Петербург — Таллин (упразднён в связи нерентабельностью).
Пересадка на станцию метро  Балтийская.
Вокзал действует с 1857 года. С момента открытия назывался Петергофским. В 1872 году на вокзал прибыл первый поезд из Таллина, с этого времени вокзал стал называться Балтийским.

## Витебский вокзал
Дата открытия 30 октября (11 ноября) 1837 года.

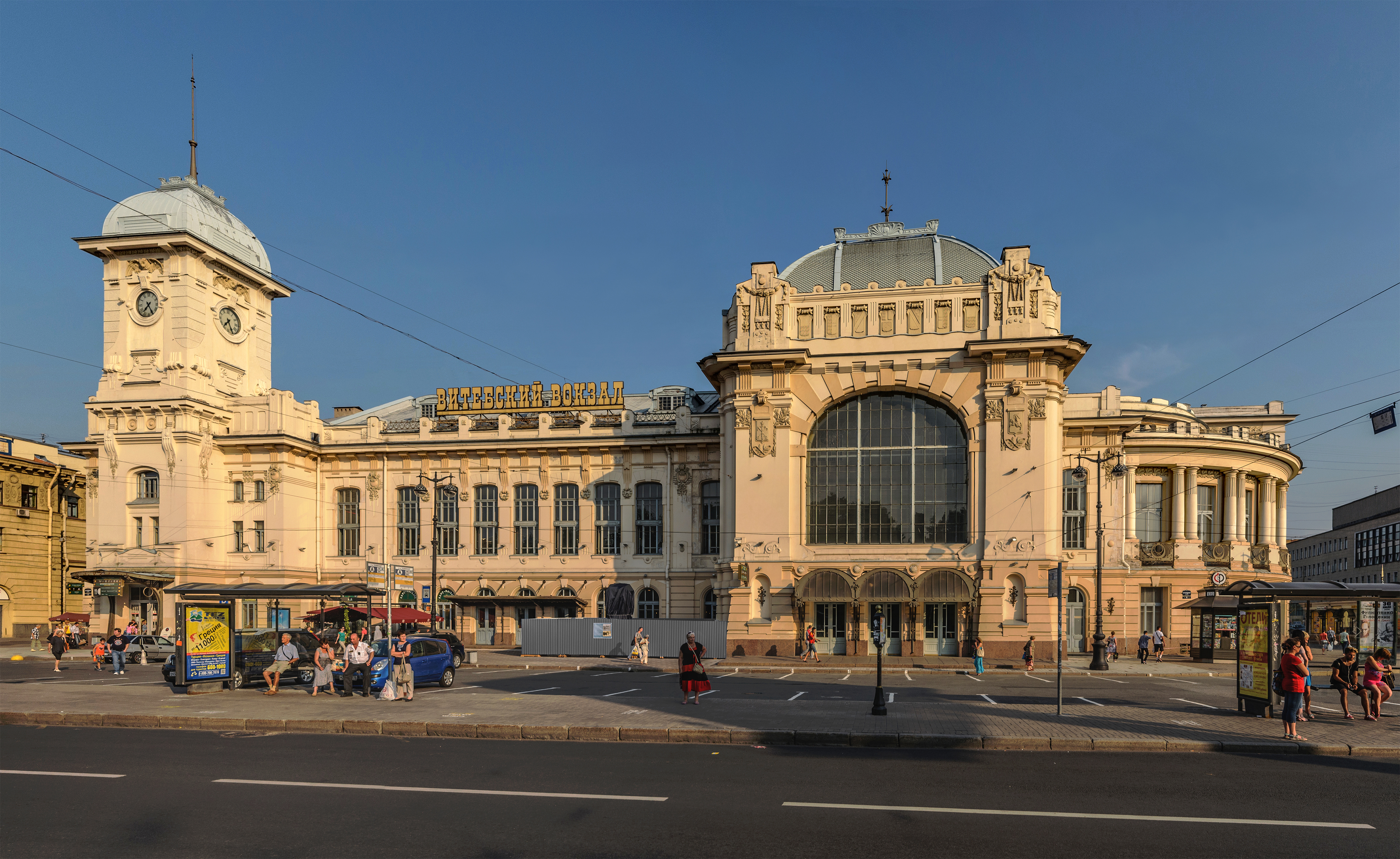
Витебский вокзал

Витебский — первый вокзал в Петербурге и России, носивший после открытия название Санкт-Петербургского, с 1900 года стал называться Царскосельским вокзалом Московско-Виндаво-Рыбинской железной дороги. В 1918 году был переименован в Детскосельский, одновременно с переименованием Царского Села в Детское Село. В 1920-х годах в справочных изданиях иногда встречается двойное название Детскосельский (Витебский), а в 1935 году вокзал получил название Витебский.
Пересадка на станцию метро  Пушкинская,  Звенигородская.

## Ладожский вокзал

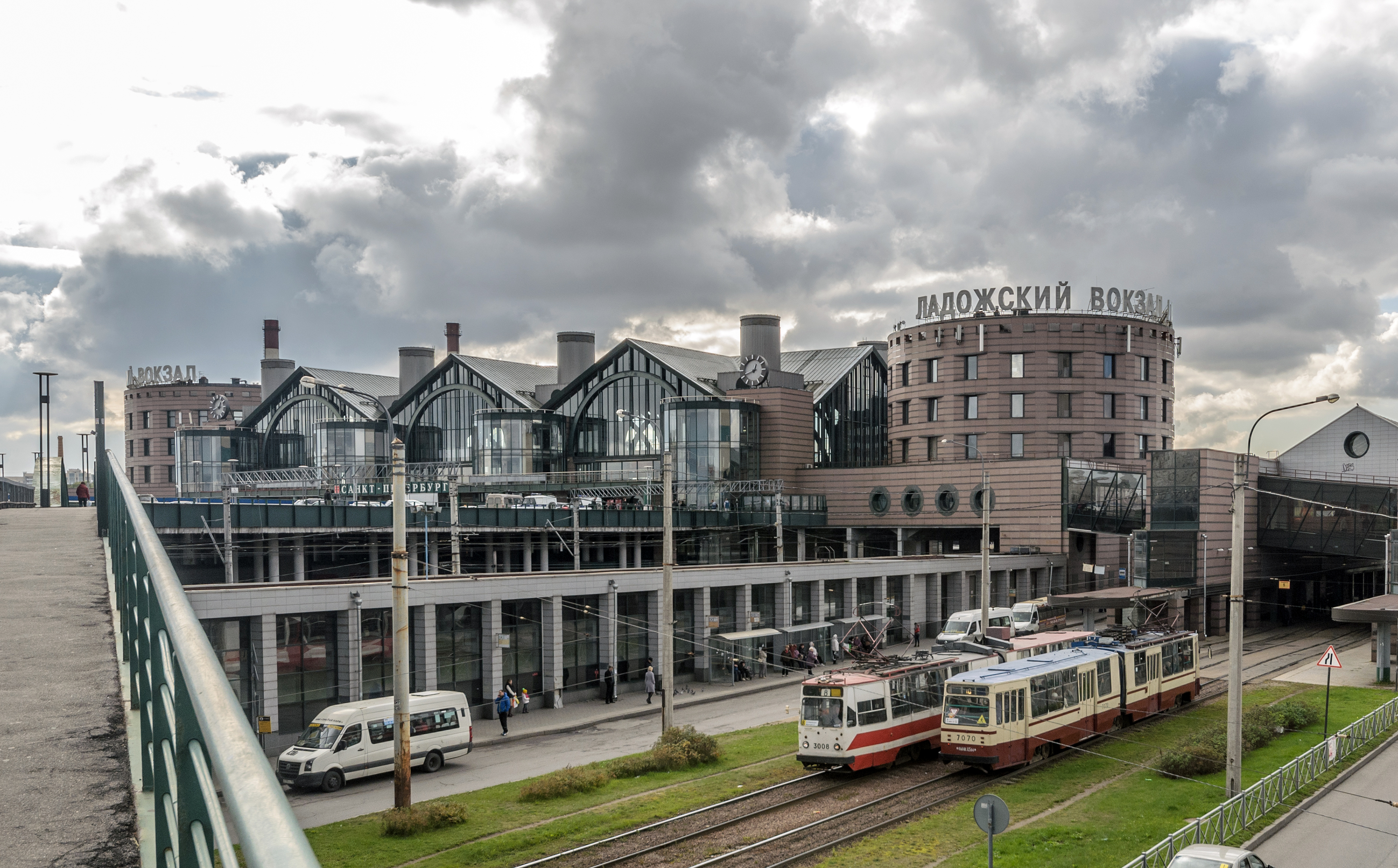
Ладожский вокзал

## Финляндский вокзал

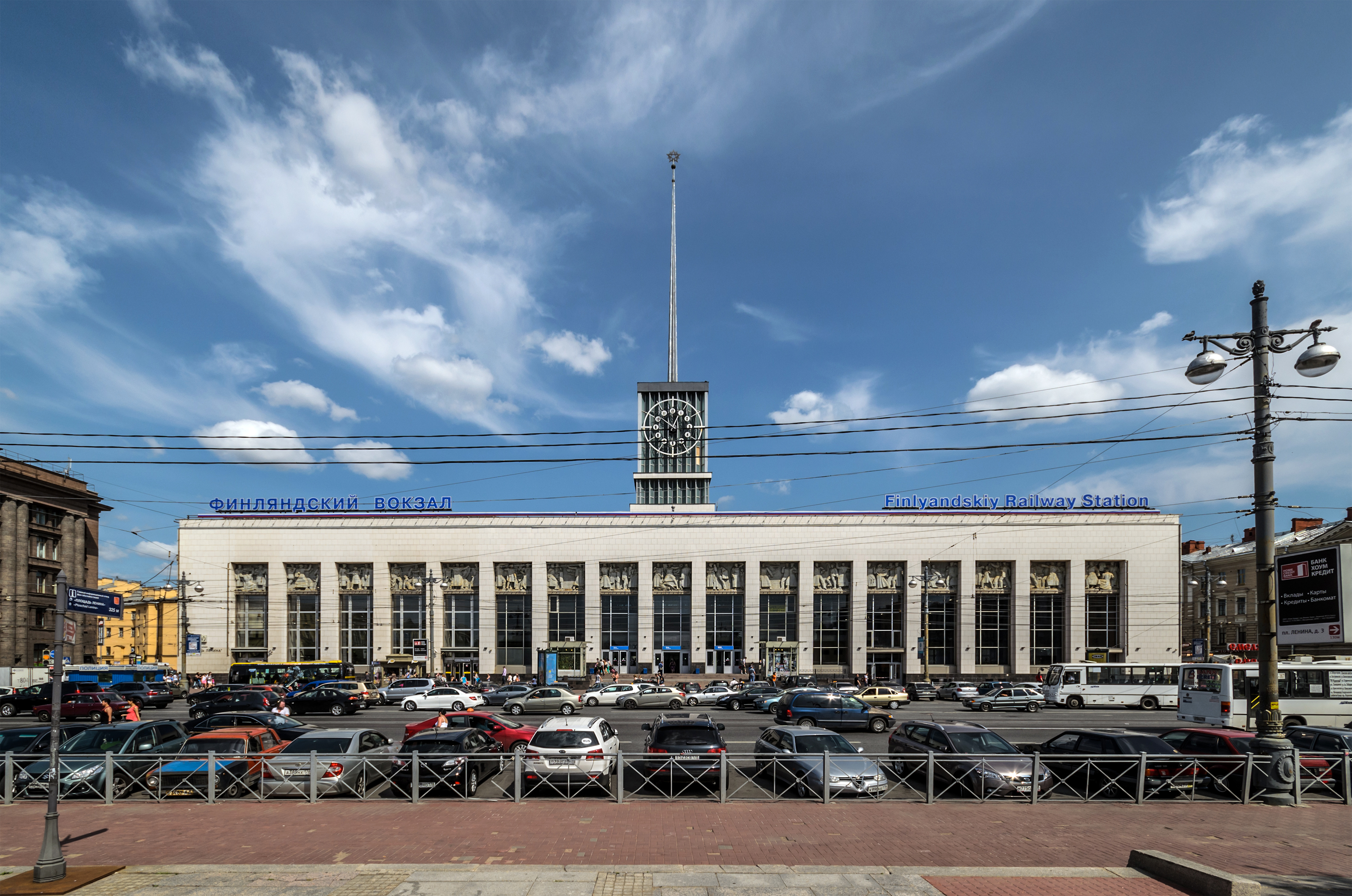
Финляндский вокзал

## Московский вокзал

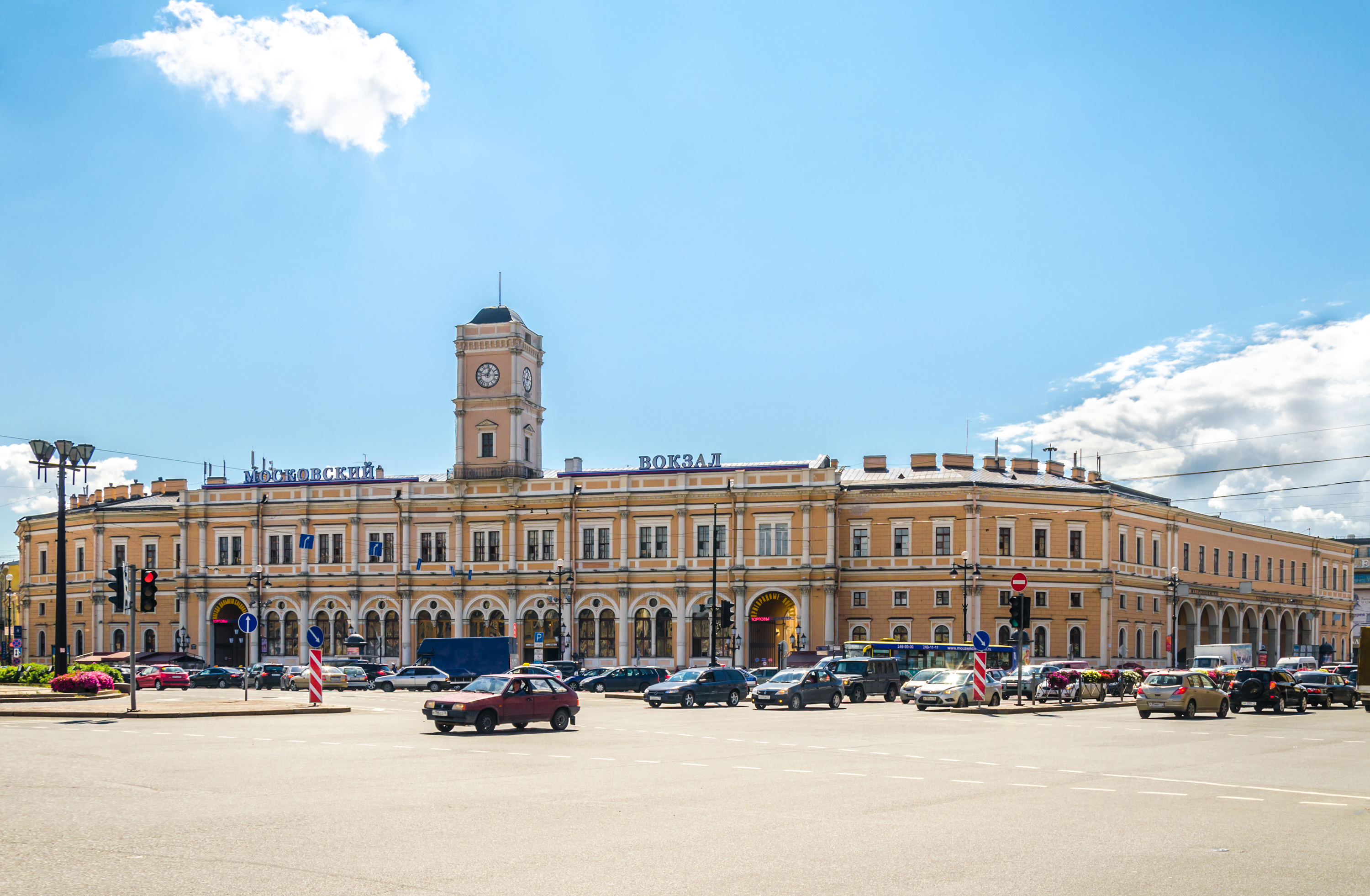
Московский вокзал

Пассажирский терминал железнодорожной станции Санкт-Петербург-Главный

## Закрытые
- Варшавский вокзал

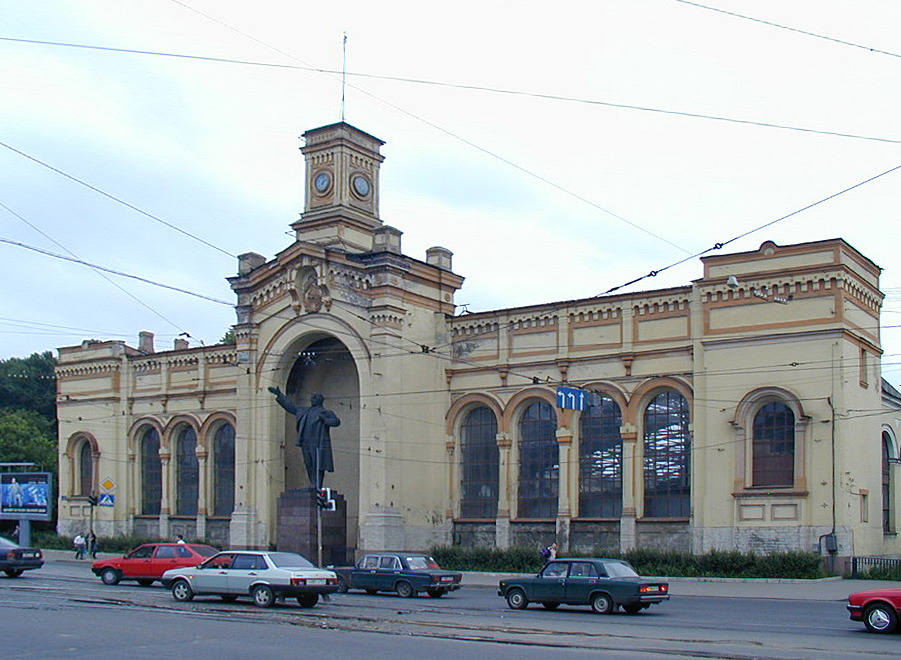
Варшавский вокзал

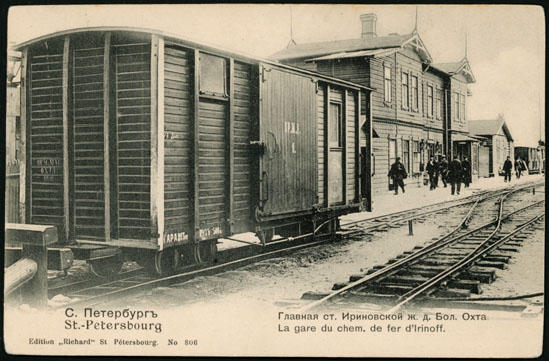
Охтинский вокзал

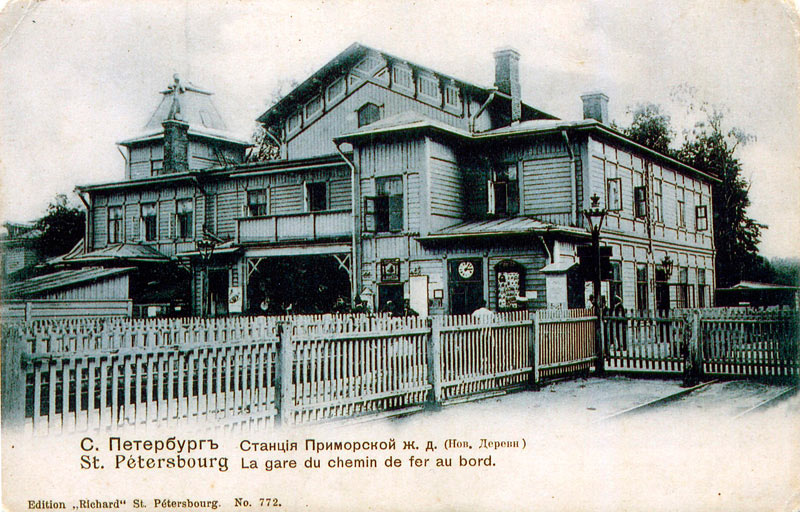
Приморский вокзал

- Охтинский вокзал — существовавший в начале XX века пассажирский вокзал Ириновской железной дороги, закрыт в 1926 г.
- Приморский вокзал (Вокзал Приморской железной дороги) — демонтирован во второй половине 1920-х годов, после вхождения Приморско-Сестрорецкой железной дороги в состав Октябрьской железной дороги.